# Canalete
Canalete é um município da Colômbia, localizado no departamento de Córdoba.